# PAX (vredesorganisatie)
PAX (Stichting Vredesbeweging Pax Nederland) is een vredesorganisatie met hoofdkantoor in Utrecht dat internationale politieke en maatschappelijke vredesprocessen bevordert. Vanuit veertien landen beoogt PAX samen met mensen in conflictgebieden een vreedzame en democratische samenleving op te bouwen. Ook in Nederland is PAX actief met onder andere campagnes, Ambassades van Vrede en de organisatie van de jaarlijkse Vredesweek. PAX wordt op individuele basis gesteund, alsook door maatschappelijke organisaties en kerken.

## Geschiedenis
Op 1 januari 2007 werd IKV Pax Christi opgericht als samenwerkingsverband tussen het Nederlandse oecumenische en eerder protestantse Interkerkelijk Vredesberaad en het katholieke Pax Christi Nederland. PAX maakt via Pax Christi Nederland deel uit van de internationale katholieke vredesbeweging Pax Christi International. Deze laatste heeft afdelingen en affiliaties in meer dan 50 landen. De Nederlandse werkorganisatie werd op 29 januari 2014 hernoemd tot 'PAX'.

### Pax-it
Er was ook enige tijd een jongerenafdeling, Pax-it, die voor jongeren debatavonden organiseerde, netwerkbijeenkomsten en filmavonden. Een voorbeeld is de filmreeks Checkpoint Cinema, waar Nederlandse filmmakers maandelijks het publiek hun film naar keuze laten zien.

## Activiteiten

### Vredesweek
Sinds 2011 richt PAX 'Ambassades van Vrede' op in Nederland. Op lokaal niveau vragen deze aandacht voor het thema vrede en activiteiten die hun hoogtepunt kennen tijdens de jaarlijkse Vredesweek. Elk jaar is hiermee een bekend boegbeeld verbonden als nationale 'Ambassadeur van Vrede'. In 2011 was dat schrijver Jan Terlouw, in 2012 en 2013 presentator Jörgen Raymann, in 2014 zanger Tim Akkerman en sinds 2015 cabaretier Vincent Bijlo.
Sinds 2017 reiken deze Ambassadeurs op 21 september, de Internationale Dag van de Vrede, 'PAX Duiven' uit aan mensen die vredesinitiatieven ontplooien, de zogenoemde 'vredeshelden'. Deze duiven zijn gemaakt van olijfbomenhout wat geassocieerd wordt met kracht, vrede en een positieve toekomst.
In 2020 was Sinan Can juryvoorzitter.

### Winnaars van de PAX Duif
- 2018 onder andere Claudia de Breij, Sinan Can en Omar Munie.[3]
- 2019 Typhoon, Daan Roovers, Mpho Tutu en Cobi Noordhoff.[2]
- 2020 onder andere Khadija Arib, Rikko Voorberg, Minka Nijhuis en Naomie Pieter.[4]
- 2021 Edy Korthals Altes, Mercedes Zandwijken, Milieudefensie, juffen Astrid en Jolanda en Jack Munayer.[5]
- 2022 Mohamedou Ould Slahi, Stem op een Vrouw, Chihiro Geuzebroek en Shadow Game[6]
- 2023 Bureau Burgerberaad, Mpanzu Bamenga, Rozemarijn van ‘t Einde en Sahar Shirzad.[7]

### Actie tegen kernwapens
De thematische afdeling Veiligheid en Ontwapening houdt zich bezig met onderzoek naar en campagnes op het gebied van nucleaire ontwapening, clustermunitie, landmijnen, verarmd uranium, drones, explosieve wapens en de onderwerpen Human Security en Protection of Civilians. Vanuit deze werking maakt PAX deel uit van de nobelprijswinnaar Internationale Campagne tot Afschaffing van Kernwapens.
In september 2014 is PAX het burgerinitiatief 'Teken tegen kernwapens' begonnen om de Nederlandse Tweede Kamer een mogelijk verbod op kernwapens te laten bespreken.

### Publicaties
In november 2020 publiceerde PAX het rapport Don't be Evil? over een onderzoek naar de rol van de wereldwijde technologiesector in de ontwikkeling van dodelijke autonome wapens, ofwel killer robots. 

## Conflictgebieden
PAX poogt vrede en democratie te brengen in Afrika, Zuidoost-Europa, de Zuidelijke Kaukasus, Latijns-Amerika en het Midden-Oosten. De vredesbeweging biedt hulp aan bewoners die via lokale vredesbewegingen steun mobiliseren voor vredes- en veiligheidsinitiatieven. Deze inspanningen omvatten kennisoverdracht, trainingen en druk op (inter)nationale politieke organisaties en beogen meer uitzicht op duurzame vrede en veiligheid.

### Afrika
PAX werkt in Afrika in twee regio's: de Hoorn van Afrika en het Grote Merengebied. De Hoorn van Afrika kampt al decennialang met conflicten, zoals in (Zuid-)Soedan en de regionale problemen omtrent het Oegandese Verzetsleger van de Heer, dat actief is in zowel het Grote Merengebied als in de Hoorn van Afrika. In het Grote Merengebied richt PAX zich op Congo-Kinshasa.

### Zuidoost-Europa
PAX werkt in Zuidoost-Europa in Bosnië (Srebrenica), Kosovo en Servië (Sandzak). Samen met lokale partners wordt gewerkt aan versterking van lokaal bestuur, interetnische dialoog, waarheidsvinding, minderhedenrechten en human security.
In alle programma’s worden maatschappelijke activiteiten gecombineerd met beleidsbeïnvloeding, zowel nationaal als internationaal. De toenadering tot de Europese Unie van de landen op de Westelijke Balkan is hierbij een belangrijk aangrijpingspunt.

### Zuidelijke Kaukasus
Tijdens het uiteenvallen van de Sovjet-Unie beheersten verschillende oorlogen de Zuidelijke Kaukasus: Armeniërs in Nagorno-Karabach kwamen met steun van Armenië in opstand tegen Azerbeidzjan en verklaarden de autonome republiek onafhankelijk. Abchazië en Zuid-Ossetië probeerden zich af te scheiden van Georgië. Deze conflicten werden sinds wapenstilstanden beschouwd als ‘bevroren’: geen grootschalige vijandelijkheden, maar ook geen vrede. Hierdoor kunnen meer dan één miljoen vluchtelingen niet naar huis. In alle conflicten is tot op heden geen uitzicht op een duurzame oplossing. PAX werkte in de betwiste gebieden Nagorno-Karabach en Zuid-Ossetië samen met verschillende partners.

### Latijns-Amerika
Het aantal gewapende conflicten in Latijns-Amerika is de laatste jaren afgenomen. In verschillende landen zijn vredesakkoorden getekend, waarheidscommissies opgezet, en is men met de wederopbouw van het land begonnen (zoals in Guatemala en El Salvador). PAX onderzoekt en draagt bij aan de re-integratie van voormalige strijders, ondersteunt de slachtoffers van geweld en versterkt lokale vredesinitiatieven in twee regio's in Colombia: noordelijk Cauca en Tolima.

### Midden-Oosten
Het Midden-Oosten is een gebied met systemische, gewelddadige conflicten tussen en binnen staten. PAX pleit in Nederland voor publieke en politieke steun voor vredesonderhandelingen, politieke transformatie en verzoening, organiseert vredesdialogen en steunt lokale vredesactivisten om zich tegen geweld te verzetten in hete conflictengebieden. PAX werkt in het Midden-Oosten aan het verbeteren van de vrijheid van meningsuiting, het oprekken van speelruimte voor civiele samenleving in Syrië en aan de preventie van martelingen en verbetering van de behandeling van Palestijnse vluchtelingen in Libanon.

#### Bedreigd door Israël
Een vredesactivist en projectleider Israël-Palestina van PAX werd in november 2024 in een recent 'geheim' rapport door Israël ineens aangemerkt als een van de 'sleutelfiguren' en spil in een aan Hamas gelieerd terreurnetwerk. Vermeende recente rapporten van het Israëlische ministerie van Diaspora en Bestrijding van Antisemitisme schenen in handen te zijn van pro-Israëlische politici in de Tweede Kamer, onder wie Chris Stoffer van de Staatkundig Gereformeerde Partij (SGP). In de Israëlische krant The Jerusalem Post werd de vredesactivist afgeschilderd als aanjager van antisemitisme en haat tegen Israël in Nederland. Binnen het Nederlandse veiligheidsapparaat werden zorgen geuit over de ongewenste inmenging van Israël in de Nederlandse politiek.